# L'Impasse (roman)
 (février 2019).
Si vous disposez d'ouvrages ou d'articles de référence ou si vous connaissez des sites web de qualité traitant du thème abordé ici, merci de compléter l'article en donnant les références utiles à sa vérifiabilité et en les liant à la section « Notes et références ».
Pour les articles homonymes, voir L'Impasse et Impasse (homonymie).
L'Impasse est le premier roman de Daniel Biyaoula, publié aux éditions Présence africaine en 1996 et couronné par le Grand prix littéraire d'Afrique noire en 1997.

## Résumé
Joseph Gakatuka, le narrateur, est un jeune homme d'origine congolaise qui est venu faire ses études en France et retourne au Congo (Brazzaville) à l'occasion de vacances quinze ans après. Il reçoit un choc en revoyant son pays et n'arrive pas à se trouver une place entre les deux cultures. Dans sa quête d'identité, il finit par perdre Sabine, une jeune française, avec qui il vit une histoire d'amour et sombre petit à petit dans la folie.

## Composition du roman
Ce roman est constitué de trois parties : « La première constriction », « La deuxième constriction » et « La mue ».
- La première constriction : Joseph Gakatuka vit en France avec son amie Sabine. Pour trois semaines, il décide de retourner au Congo parmi les siens. Là-bas, il pense pouvoir oublier son statut d'immigré en France et le regard de l'Autre. Cependant, il se leurre car il est perçu à Brazzaville comme un Parisien. Il a donc une image à donner; celle d'une France idéale qui est le signe d'une réussite financière et sociale: "Je représente la réussite puisque je vis là-bas". Les congolais ont donc un stéréotype de l'Europe et il doit représenter cette réussite financière, au risque de décevoir, en ayant  un costume pour tenue vestimentaire, de l'argent et des contacts avec les fils des hommes politiques du pays : "Le Parisien a une image à défendre, que pour les gens de ma famille, ce sera la honte insoluble qu'il y ait parmi eux un parisien qui ne ressemble pas à un parisien". Joseph, plutôt simple et décontracté, ne veut pas répondre à l'idéal européen. Il se sent une deuxième fois étranger mais à sa propre culture cette fois-ci et s'interroge sur son identité.
- La deuxième constriction : Les vacances terminées, Joseph retrouve Sabine et ses compatriotes congolais en France. Le narrateur fait un flashback afin de raconter sa rencontre avec Sabine et les moments de sa vie d'immigrant où il subit les stéréotypes que les français ont de l'Afrique: "Il paraît […] que les gens y vivent à plusieurs dans la même cahute. […] Ça doit tout de même être agréable pour vous de vivre dans un pays civilisé même si vous êtes dans un HLM !". Il le vit plus difficilement depuis son retour du Congo et ne reste plus indifférent face aux remarques sur sa couleur très noire qui est un de ses véritables complexes. Il remet en question le statut de l'africain en France et ne le tolère plus. Par exemple, l'africain diplômé se retrouve à faire un travail sans reconnaissance de diplôme: "Quant à Béla, avec ses diplômes de droit, il soulève des frites dans un truc américain". Joseph n'a pas su faire usage de la richesse des deux cultures mais les a rejetées l'une après l'autre. C'est ainsi qu'il devient acariâtre, perd Sabine et son travail. À cela s'ajoute le décès de son ami congolais Dieudonné qui le fait sombrer dans la folie et finir à l'hôpital psychiatrique.
- La mue : Joseph réintègre progressivement les valeurs de sa société. Il se métamorphose à l'aide du psychiatre Dr Malfoi spécialisé dans le soin des africains. Il essaie de reproduire les comportements des congolais qu'il a longuement reniés, à commencer  par se décolorer la peau. Il décide de grossir (signe de bien-être), change sa tenue vestimentaire, côtoie les femmes congolaises et les fils de ministre pour qui il ressentait du mépris. Il envisage même de voyager au Congo avec un réel enthousiasme. Finalement, il s'estime à nouveau: "Les gens m'admirent, j'en suis persuadé". Le roman finit par la mort d'un congolais, partageant les mêmes souffrances psychologiques que Joseph, au fond d'une impasse. Joseph est le survivant de "l'impasse" dans laquelle les deux cultures l'avaient enfermée et son compatriote décédé est celui qui n'a pas réussi à s'en sortir.

## Un roman complexe
Ce roman peut être qualifié de roman psychologique. Il met en scène un homme qui est dans une quête identitaire et qui n'arrive à s'intégrer dans aucune des deux cultures présentées : la culture congolaise qui est celle dans laquelle il est né et sur laquelle il porte un regard extérieur après son immigration en France, et la culture française qui ne lui "ouvre pas ses portes" et le considère toujours comme un étranger. Cet homme veut s'affirmer en tant que conscience individuelle.[Interprétation personnelle ?]
Ce roman est aussi réaliste car il peint la réalité congolaise. Il peint le paupérisme des sociétés africaines et les conséquences de cette misère; il peint une tout autre façon de vivre et de penser. Cependant, l'auteur présente, de temps en temps, cette réalité d'un point de vue trop radical.[Interprétation personnelle ?]

## Analyse du roman
Ce livre est un reflet de la culture congolaise. Il y a plusieurs points intéressants:[Interprétation personnelle ?]
La conception de la famille
La famille forme un groupe uni et solidaire. L'esprit grégaire prime sur l'individualité : "Elle me fait comprendre (...) que je ne dois pas avoir d'autres envies que celles qui sont permises, que je ne dois pas avoir de tête, que je suis sa créature et celle des anciens, que je suis en dessous de ceux qui sont en haut, que je fais nombre seulement, que je dois m'aligner si je ne veux pas crever dans mon coin"(p. 60).
Le concept de famille nucléaire tel que perçu en France n'existe pas. Oncles et tantes, cousins et cousines, et même les amis d'enfances font partie de la famille nucléaire. C'est ainsi que Joseph s'interdisait de sortir avec Sabine, la sœur de son copain Alain : "Je n'aurais jamais imaginé entretenir des relations amoureuses avec elle. C'est que c'était la sœur d'un copain, et, pour moi, c'était comme si c'était la mienne" (p. 159).
La société congolaise est une société hiérarchisée. Elle est fondée sur le droit d'aînesse. Le cadet doit obéissance et soumission à son aîné : "Comment peux-tu te permettre de contredire ton aîné, de te dresser devant lui" (p. 59). Ce respect dû commence par l'interjection "Ya" que le cadet met devant le prénom de son aîné et qui justifie que celui-ci est plus âgé que lui. Joseph se doit d'appeler son frère aîné "Ya Samuel" et il serait inconcevable qu'il déroge à la règle.
La place de la religion et de la sorcellerie
Toute la population est très croyante, elle a besoin d'espérer face à la vie difficile de son quotidien : "[La prière] leur permet seulement d'attendre qu'elle agisse, que celui qui est capable, par un coup de baguette magique, par un simple mot, de changer une indigence infinie en bonheur, agisse!" (p. 68). 
Outre la foi, la sorcellerie a une place très importante. Tous les évènements ont un sens en fonction du référentiel culturel. Dans la culture congolaise, les forces du mal sont responsables du malheur d'autrui. En effet, l'ami de Joseph est gravement malade et il est emmené chez un féticheur pour être soigné : "Si on m'avait emmené chez lui à temps, les forces du Diable n'auraient pas eu le temps d'investir mon corps" (p. 106).
De ce fait, il se crée de nombreuses sectes qui tirent profit des pauvres adeptes. Faux pasteurs et féticheurs vivent généralement plus aisément que la moyenne.
La place attribuée à l'argent
Pour répondre à la misère et à la faim, les gens se créent une image. L'image de celui ou de celle qui est riche.
Tout commence par un besoin de se vêtir et de se parer avec toute l'élégance voulue (choses clinquantes, beaux vêtements, maquillage...)
Ensuite compte l'apparence physique. Il y a une certaine fierté à grossir car c'est un signe de bien-être : "C'est signe de richesse que la quantité de gras qui enveloppe un squelette " (p. 51).
L'argent est au cœur de toute relation. En effet, la relation amoureuse est pervertie par l'argent, les hommes les plus riches ont davantage de chance d'avoir des copines : "Tu sais combien de filles les gens qui ont des billets peuvent tousser par jour, Joseph?"(p. 111).
Une Europe idéalisée
L'Europe, en particulier la France dans ce texte, est un idéal parce qu'elle offre la possibilité d'une réussite sociale et financière. La misère est telle que les pays européens constituent l'espérance : " C'est une vraie obsession pour les gens, la France! Enfin, l'Europe quoi! on patauge tellement dans la boue" (p. 124). Les congolais n'en parlent qu'avec exaltation : "Voir Paris ou mourir" (p. 63).
Un idéal qui les amènent à vouloir imiter les français jusqu'au ridicule : "Le gouvernement compte faire construire une tour Eiffel, un arc de Triomphe et une bourse dans Brazza" (p. 98).  
La dépigmentation de la peau
Nombreux sont les congolais qui se dépigmentent la peau selon le narrateur. Avec sa peau très sombre, il s'est senti méprisé et mal-aimé toute son enfance. Il lui reste encore les blessures provoquées par son surnom "Kala" signifiant "Le Charbon" que sa mère lui a donné. Joseph dénonce une valorisation de la peau claire qui pousse les gens à se décolorer la peau avec des produits plutôt nocifs pour la santé. Les femmes se dépigmentent la peau pour plaire aux hommes : "Les hommes aiment les femmes aux cheveux lisses et clairs" (p. 85). Le naturel (couleur noire et cheveux crépus) étant dénigré.